# سافران باترولر
إن المركبة باترولر Patroller من سافران للإلكترونيات والدفاع Safran Electronics & Defense (ساجيم سابقاً)، هي مركبة جوية تكتيكية غير مأهولة (درون تكتيكي). وكلمة باترولر تعني بالعربية «فرد الدورية». وقد تم تصميمها وتصنيعها من قبل شركتي سافران الفرنسية وستيم الألمانية Stemme AG (أو شتيما كما تنطق بالألمانية).

تم بناء باترولر على أساس الطائرة الشراعية Stemme ASP S15 الألمانية الصنع. وتعد باترولر متوسطة الارتفاع طويلة التحمل Medium-altitude long-endurance MALE حسب تعريف الناتو.
وتستخدم باترولر نفس محطة التحكم الأرضية الخاصة بسابقتها Sperwer II من ساجيم، ويتم استخدام وصلة تبادل البيانات ذات النطاق Ku، ويصل مدى الدرون إلى 200 كم.

## خلفية تاريخية

### المنشأ

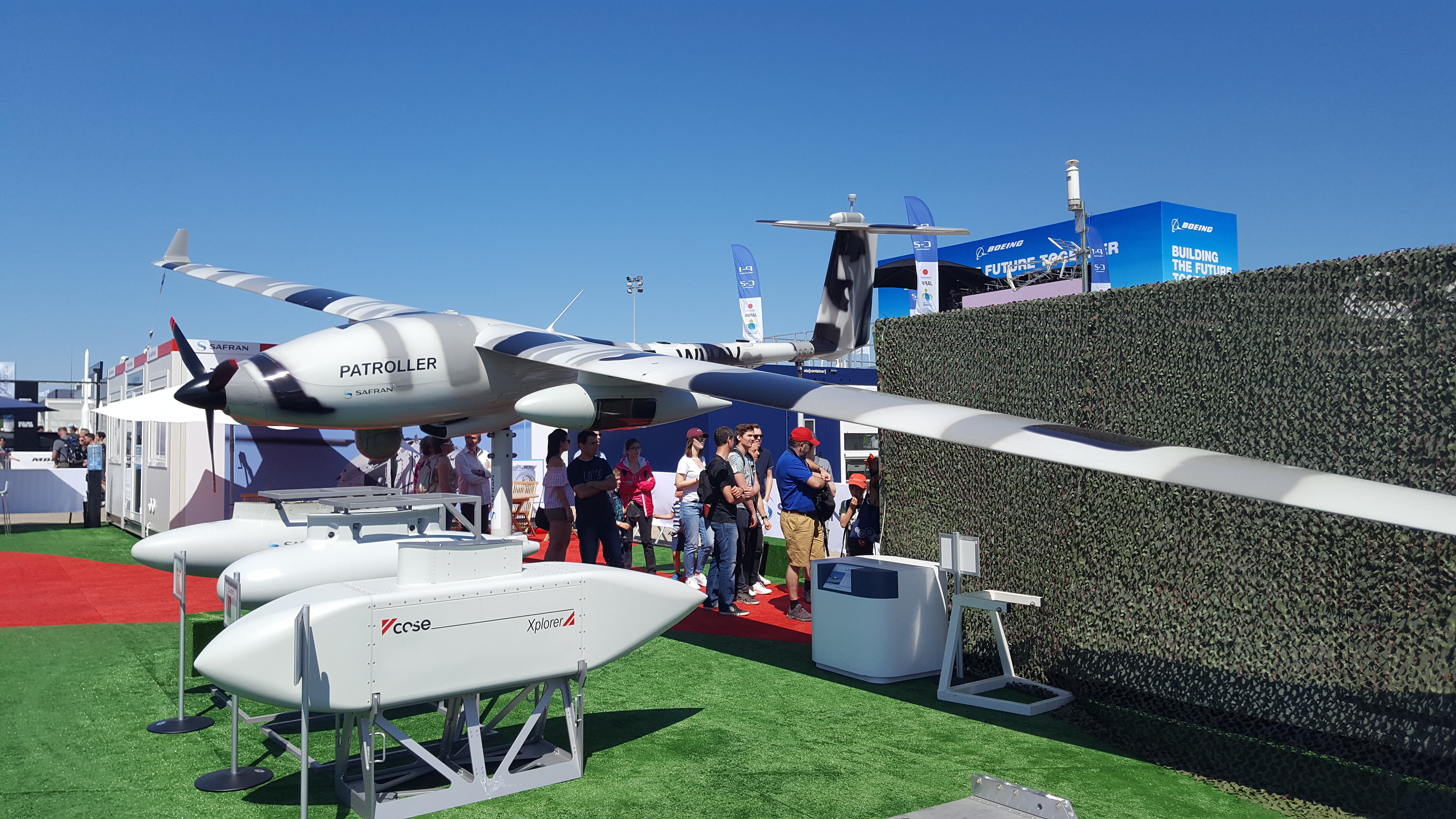
باترولر في معرض باريس للطيران 2019

كان لشركة ساجيم (سافران حالياً) 130 طائرة استطلاع غير مأهولة من الفئة Sperwer مع 25 محطة تحكم أرضية، في الخدمة بقوات ستة دول وهي السويد وهولندا وكندا والدنمارك واليونان إلى جانب فرنسا. وقد قامت تلك الدرونات بأداء مهام استطلاعية في أفغانستان. وعندما بدأت ساجيم -كإحدى شركات مجموعة سافران- تطوير مشروع طائر تكتيكية غير مأهولة لجأت لنهج برجماتي يتمثل في اللجوء لاستخدام منصة متوفرة بالفعل، وتزويدها بأفضل المستشعرات ونظم الإرسال. وهذا النهج من ساجيم وفر الكثير من الوقت لتطوير النظام، علاوة على اعتماده على منصة ذات موثوقية
ومن هذا المنطلق لجأت مجموعة سافران للطائرة الشراعية Stemme ASP S15 وهي مشتقة من الطائرة ثنائية المقاعد Stemme S6
تم إطلاق برنامج باترولر في منتصف عام 2008. ثم تم تكامل النظام والتحقق من صحته خلال النصف الأول من عام 2009. وفي يونيو 2009، اتخذت الطائرة غير المأهولة الطريق إلى قاعدة درونات في أول رحلة ذاتية لها، باختبار طيران في Kemijärvi بفنلندا.
ثم أجريت الاختبارات الأولى في الوضع الآلي بالكامل. وتم تنفيذ أول رحلة لدرون باترولر في 10 يونيو 2009. وتم تنفيذ الرحلات لأكثر من 10 ساعات، مما أثبت إمكانية تنفيذ الدرون لوظائفه نهوضه بالحمولات المخطط لها.

وقد أكملت باترولر سلسلة من اختبارات الطيران في يوليو 2010، ثبتت من خلالها قدرتها على القيام بمهام تستغرق 20-30 ساعة، ويمكن أن تحمل ما يصل إلى 250 كجم من المعدات (بما في ذلك 80 كجم تحت كل جناح). وتم اتخاذ القرار بتكليف باترولر -ومن بين مهامها- بإجراء تجارب التصوير والمراقبة في جنوب فرنسا، للكشف عن حرائق الغابات.

### التطوير

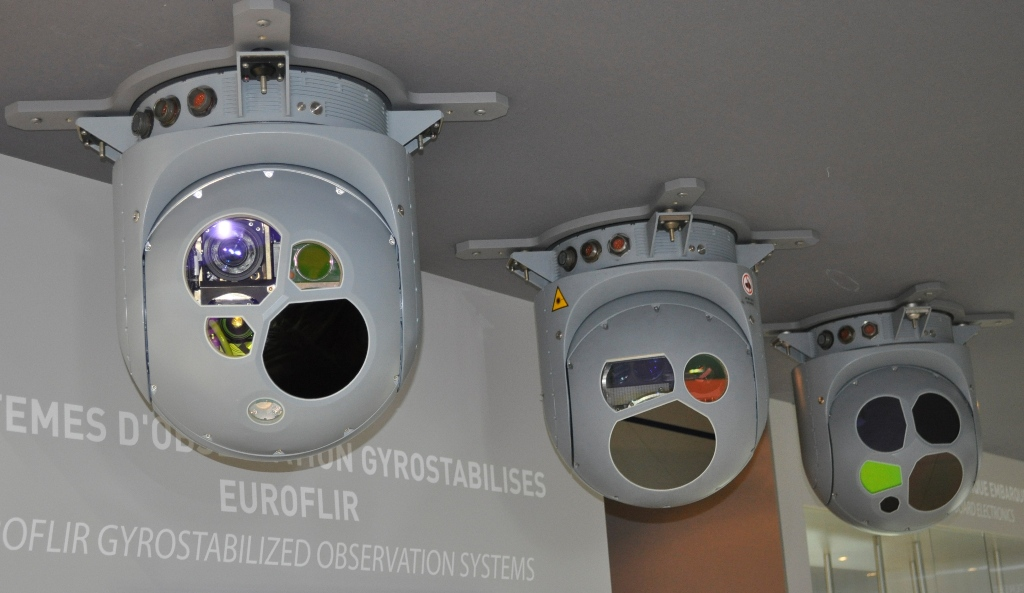
الكرة الألكترونية المستقرة (جيروسكوب القاع) Sagem Euroflir 410

تم تطوير وتهيئة المنصة الطائرة والموجهة عن بعد Stemme S15 تدريجياً، وذلك لتلقي حمولات مختلفة، أو نظاماً إلكتروبصرياً، أو النظام الكهروبصري طويل المدى من سافران Euroflir 410، أو معدات تصنت على كل من الاتصالات Comint والإشارة Sigint، أو رادار من ليوناردو.

وقد تم إجراء اختبارات الطيران لمنظومة Euroflir 410 في عام 2014، بالإضافة إلى النهوض بحمولات 100 كجم تحت كل جناح.

وأظهرت باترولر أيضًا استقلاليتها بالاستمرار في رحلة لأكثر من 20 ساعة، وسرعات تتراوح طيران بين 100 كم/ساعة و200 كم/ساعة، كما تمتاز بإمكانية نقلها في حاوية قياسية. وتسمح قدرتها الاستيعابية البالغة 250 كجم بدمج العديد من أجهزة الاستشعار، وكذلك التسلح ببعض الصواريخ الموجهة بالليزر وصواريخ MMP متوسطة المدى المضادة للدبابات.

## التصميم والميزات
تقدم البنية المفتوحة للطائرة غير المأهولة باترولر، وتصميمها الوحداتي، نظامًا قابلاً للتطوير والترقية. كما أن الهيكل المركب القوي لباترولر والمعتمد من الوكالة الأوروبية لسلامة الطيران يسمح لها بالعمل في المجال الجوي المدني. وهي مجهزة بمعدات هبوط معززة قابلة للسحب تمكنها من الإقلاع والهبوط تلقائيًا باستخدام مدارج قصيرة.

وتتميز هذا الطائرة بدون طيار -المتعددة أجهزة الاستشعار- برادار منخفض البصمة الحرارية. كما تمتاز أيضاً بانخفاض الضوضاء الصادرة عنها، وذلك بفضل محركها الصامت «تقريبًا».
وعلاوة على كل ماذكرناه من مواصفات، فإن الطائرة غير المأهولة باترولر تصل لسقف طيران ارتفاعه 6000 متر (20 ألف قدم)، وتتمتع بنظام عالي الأداء متعدد المستشعرات، وقدرات لتحديث نظام المهام، وقابلية لأن يتم نقلها جوياً. كما تمتاز أيضاً باكتفاءها بفريق محدود للتنفيذ، وتكلفة منخفضة للتشغيل.

### الباقة الإلكترونية
يمكن تشغيل باترولر إما يدويًا من محطة التحكم الأرضي أو في الوضع المستقل. وهي مزودة بنظام إقلاع وهبوط تلقائي للمساعدة في الهبوط الآمن أثناء فشل الاتصال مع محطة التحكم.

وباترولر مجهزة أيضاً بمستشعرات كهروبصرية Euroflir 410 ومستشعرات أشعة تحت الحمراء. كما أنها مزودة بمستجيب لتعريف عدو/صديق ومعرف ليزر.

تم تجهيز الدرون برادار فتحة تركيبية Synthetic Aperture Radar SAR لتقديم بيانات ارتفاع التضاريس الرقمية. كما يقوم بمراقبة المركبات التي تتحرك على الأرض، من خلال نظام مؤشر الهدف الأرضي المتحرك.

وتعد الاستخبارات الإلكترونية ELINT، واستخبارات الاتصال COMINT من الأنظمة الاختيارية التي يمكن دمجها في الدرون.

### الدفع

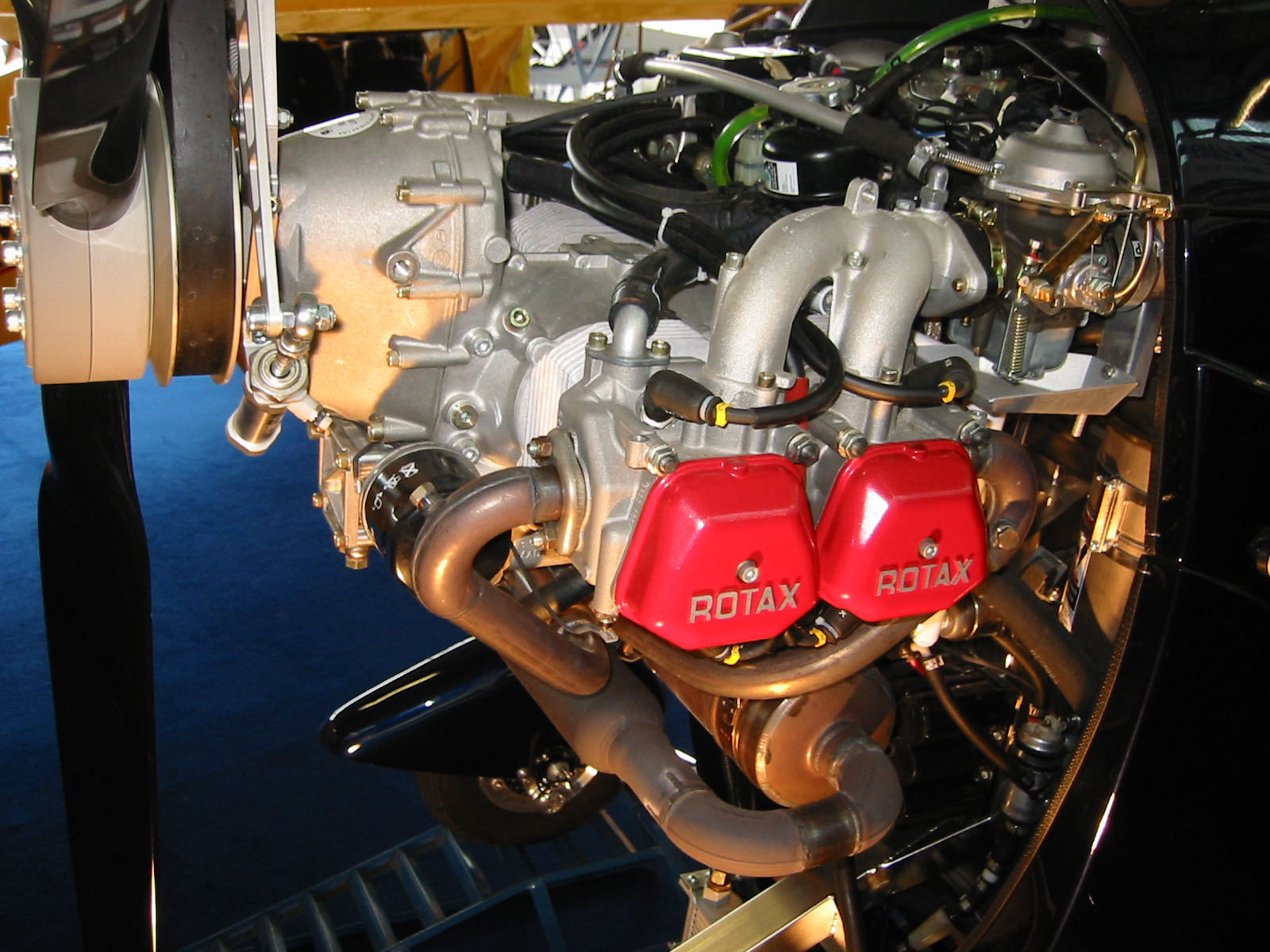
محرك Rotax 914 صنع النمسا

تعمل باترولر بمحرك واحد رباعي الأشواط تبريد سائل وهواء Rotax 914F.

وتتميز باترولر بمروحة ثلاثية الشفرات على طرف قسم الأنف. ويمكن للمروحة أن تدور بمعدل 5800 دورة في الدقيقة لتقديم قوة دفع للمحرك.
وينتج المحرك 914F -من تصميم وبناء BRP-Rotax- طاقة إنتاجية تبلغ 86 كيلووات.

وعائلة المحركات Rotax 914 يتم توظيفها بشكل عام في دفع الطائرات الخفيفة المعتمدة، والطائرات ذاتية الدفع، والطائرات بدون طيار العسكرية مثل إم كيو-1 بريداتور.

### محطة التحكم الأرضية
تتميز محطة التحكم الأرضية باترولر بتصميم سهل الاستخدام للتعامل بكفاءة مع جميع مراحل المهمة، من التخطيط إلى التشغيل.

ولتسهيل مهام المشغلين، طورت سافران للإلكترونيات والدفاع برنامجًا متقدمًا لمعالجة الصور، وذلك لجمع المعلومات الاستخبارية وإثراء عروض البيانات التكتيكية.

وتحتوي المحطة على مودم لضمان التشغيل التوافقي لحلف الناتو «ستاناج 4609»، لتبادل المعلومات الاستخباراتية مع الحلفاء. وتم تصميم المحطة الأرضية لتوفير التحكم في الوقت الفعلي لجميع أجهزة الاستشعار الموجودة في باترولر، كما أنها تدمج البروتوكولات المدنية لمهام الأمن الداخلي.

### التسليح
في مسار تطوير الطائرة التكتيكية غير المأهولة «باترولر»، تم بحث تسليحها بصاروخ متوسط المدى مضاد للدبابات MMP من إم بي دي إيه. ولكن بعد دراسة لإزالة المخاطر من تسليح باترولر، وقع الاختيار على القذيفة الصاروخية الموجهة بالليزر 68 مم من تاليس، والتي تسلحت بها المروحية تايجر بالفعل.

وقد جاء هذا التفضيل بسبب تناسب حجم القذيفة الصاروخية الموجهة بالليزر مع احتياجات الجيش الفرنسي، وملائمتها لنوع التهديدات التي قد تواجه باترولر.

علاوة على أن القذيفة الصاروخية 68 مم من تاليس أرخص ثمناً وأخف وزناً، من الصاروخ MMP ومحطة إطلاقه. ويؤثر هذا العامل الأخير على تحسين استقلالية باترولر. مع الأخذ بالاعتبار أيضاً التعقيدات التي تسببها تقنيات الصاروخ MMP، وذلك بسبب توجيهه بواسطة الألياف البصرية.

## الأدوار والمهام
يتم تصنيف الدرونات العسكرية العاملة في أوروبا بواسطة عدة معايير ومن بينها الوزن، والذي يضع تلك الدرونات في ثلاثة فئات. وتأتي باترولر في فئة الدرونات المتوسطة الوزن (بين 150 كجم -600 كجم) والمصنفة بالتشكيل التكتيكي كطائرة استطلاع، وتجمع هذه الفئة بينها وبين الدرونات: هيرمس Hermes 450، و Luna، و Watchkeeper. بينما تعلوها فئة من الدرونات تبدأ بوزن 600 كجم كحد أدنى. ومن البديهي أن الفئة الثالثة ستضم الدرونات من وزن يقل عن 150 كجم.

وقد قامت باترولر بأداء العديد من المهمات المدنية والعسكرية، ومنها:

| - جمع المعلومات الاستخباراتية.            | - مراقبة الحدود والسواحل والمناطق ذات الحساسية الخاصة. |
| - المساعدة الإنسانية، وعمليات حفظ السلام. | - حماية القوات البرية.                                 |
| - دعم تدابير الاستجابة الجوية-البرية.     | - توجيه المدفعية.                                      |
| - الحماية الإقليمية.                      | - المراقبة البيئية.                                    |

## النسخ
تم بناء ثلاثة نسخ من الطائرة التكتيكية غير المأهولة باترولر:

نسخة القوات الجوية Patroller-R: تستخدم أساسًا لأداء مهام الاستخبارات والمراقبة واكتساب الهدف والاستطلاع، وكذلك في تقييم أضرار المعارك. وهي تتميز بنقطتي تعليق أسفل البدن لدمج خزانات وقود إضافية.

نسخة المراقبة المحمولة جواً Patroller-S: تقوم بتنفيذ عمليات الأمن الداخلي بما في ذلك مراقبة الحدود والسواحل، ومراقبة الطرق، والبحث والإنقاذ، وحماية البيئة، والحماية المدنية وإنفاذ القانون. وهي مجهزة برادار مراقبة محمول جواً.

النسخة البحرية Patroller-M: تستخدمها البحرية الفرنسية، ويتم تزويدها برادار خاص بتحقيق عمليات الدورية البحرية.

## حوادث
في السادس من ديسمبر/كانون الأول 2019، وأثناء «رحلة استقبال صناعية» من قاعدة ايستر الجوية في جنوب فرنسا، تحطمت إحدى درونات باترولر عندما سقطت بالقرب من بلدة سان ميتر ليه ريمبارت. وقال الرئيس التنفيذي لسافران -فيليب بيتيتكولين- في حديث بتاريخ 27 فبراير/شباط 2020: «نحن نعرف ما حدث من حيث فشل النظام» خلال اختبار الطيران. وأضاف: «نقوم الآن بعملنا من أجل تنظيف كل هذا النظام وجعله يتماشى تمامًا مع متطلبات العميل».

## المشغلون
فرنسا
في أكتوبر 2014، صدرت دعوة من قبل وكالة المشتريات الدفاعية الفرنسية لتقديم الطلبات لإنتاج طائرات تكتيكية غير مأهولة TUAV، لتحل محل درونات Sperwer من ساجيم والموجدة فعلياً بالخدمة. وعلى إثر هذا الإعلان تقدمت أربعة شركات للمنافسة، وهي تاليس بدرونها Watchkeeper، وساجيم بدرونها باترولر، وإيرباص بدرون Shadow M2 من تكسترون، بينما أتى العرض الرابع من الفرع الأوروبي لشركة صناعات الفضاء الإسرائيلية IAI بالتحالف مع مجموعة فرنسية.

 وفي 4 سبتمبر 2015 تم الإعلان عن أن ساجيم (سافران حالياً) وتاليس قد قدمتا أفضل عرضين.
وقد تم حسم المنافسة بإعلان فوز باترولر في العشرين من يناير 2016، والتعاقد بمبلغ 300 مليون يورو في صفقة تشمل تسليم 14 طائرة تكتيكية غير مأهولة من فئة باترولر بحلول عام 2019، أي بعدد منظومتين (حيث أن المنظومة الواحدة تتكون من 5 درونات ومحطة أرضية) وأربعة درونات أخرى للتدريب، كما يشمل العقد كذلك 10 سنوات من الصيانة.
 مصر

في سبتمبر 2015، وقعت الهيئة العربية للتصنيع وسافران للإلكترونيات والدفاع، اتفاقية لتجميع درونات باترولر في مصر لتلبية احتياجات القوات المسلحة المصرية. وتغطي الاتفاقية أيضًا دعم النظام وادخال الدرونات للخدمة.

وسيقوم مصنع الطائرات بالهيئة العربية للتصنيع بتطوير مركز تدريب مخصص في مصر، لتدريب الأطقم على تشغيل وصيانة أنظمة باترولر.

وفي التاسع من يوليو/تموز 2018، ورد بمقال للكاتب ميشيل كابيرول -ويشغل منصب رئيس تحرير الصناعة والخدمات بصحيفة لاتربيون الفرنسية- أن القاهرة مهتمة للغاية بشراء 30 طائرة بدون طيار مسلحة من طراز باترولر (سافران). ويوصف ميشيل كابيرول على موقع الجريدة بأنه مراقب يقظ لمدة خمسة عشر عامًا في لاتريبيون، بعالم الدفاع والفضاء والطيران، وهو يدقق الأخبار في هذه القطاعات الثلاثة من السيادة الوطنية ويحللها ويعلق عليها.

### موضوعات أخرى ذات صلة
- استخبارات ومراقبة واكتساب الهدف واستطلاع ISTAR

## روابط خارجية
دوريات السماء Patrolling the sky بقناة سافران على يوتيوب